# Yours Is My Heart Alone
Yours Is My Heart Alone (podtytuł: Beautiful Love Songs Sung by Bing Crosby) – kompilacyjny album muzyczny piosenkarza Binga Crosby’ego wydany w 1951 roku przez wytwórnię Decca Records. Składał się z ośmiu wcześniej wydanych singli nagranych w latach 1939 – 1948.

## Lista utworów
| Nr | Rok nagrania | Tytuł                      |
| A1 | 1940         | „Yours Is My Heart Alone”  |
| A2 | 1946         | „Beautiful Love”           |
| A3 | 1947         | „I Kiss Your Hand, Madame” |
| A4 | 1948         | „The Kiss In Your Eyes”    |
| B1 | 1939         | „Girl Of My Dreams”        |
| B2 | 1944         | „I'll Remember April”      |
| B3 | 1939         | „It Must Be True”          |
| B4 | 1939         | „I Surrender, Dear”        |